# Alain Le Léap
Alain Henry Hervé Joseph Le Léap (29 september 1905 in Lanmeur (Finistère) — 26 december 1986 bij Le Pradet in het departement Var) was een Franse vakbondsman. Van januari 1948 tot 27 september 1957 was hij secretaris-generaal van de communistische vakbond CGT.

## Biografie
Le Léap was zoon van een schooldirecteur en studeerde rechten in Rennes. Hij ging aan het werk bij de belastingsdienst. Hij was al voor de Tweede Wereldoorlog actief in de vakbond CGT. Op 4 september 1944 werd hij benoemd tot lid van het tijdelijke bureau van het uitvoerend Comité van de Federatie van de ambtenaren binnen de CGT. In 1946 werd hij gekozen tot secretaris-generaal van de ambtenarenbond in de CGT. Deze functie oefende hij uit tot 1948.
Alain Le Léap was een van de niet-communistische leiders die na de splitsing in december 1947 actief bleven in de nu vrijwel uitsluitend communistische CGT-leiding. Van januari 1948 tot januari 1957 was hij lid van het Confederale Bureau van de Algemene Confederatie van de Arbeid. In januari 1948 werd hij verkozen tot secretaris-generaal van de CGT. Hij was tot 1957 vicevoorzitter van een internationale organisatie, de pro-communistische World Federation of Trade Unions.
Op 10 oktober 1952 werd Alain Le Léap door de Franse politie gearresteerd. Hij werd ervan verdacht het leger te hebben gedemoraliseerd. De tenlastelegging luidde "samenzwering tegen de veiligheid van de staat" in de nasleep van protesten tegen de aankomst in Parijs van de Amerikaanse generaal Matthew Ridgway. De generaal die op het NAVO-hoofdkwartier bij Parijs ging werken, was eerder bevelhebber in de Koreaanse oorlog geweest. Tijdens de protesten vielen een dode en meerdere gewonden. Op 23 augustus 1953 werd Alain Le Léap na aanhoudende protesten weer vrijgelaten. Hij ontving in december 1954 de Stalin Vredesprijs.
De onderdrukking door de sovjets van de Hongaarse Opstand in 1956 bracht Le Léap in gewetensnood en hij bleef afwezig tijdens het jaarcongres van de CGT begin 1957. Toch werd hij herverkozen als secretaris-generaal. Op 27 september van dat jaar legde hij zijn mandaat neer en stopte hij zijn activiteiten binnen de vakbond.
In 1966 was hij een lid van de Mouvement des 29, een groep linkse publieke figuren die het buitenlands beleid van president De Gaulle steunden.
Alain Le Léap was tussen 1977 en 1979 namens de Franse Franse Communistische Partij burgemeester van Le Pradet.
- Bibliothèque nationale de France: cb12619382v (data)
- International Standard Name Identifier: 0000 0000 0174 6710
- Istituto Centrale per il Catalogo Unico: CUBV129431
- Système universitaire de documentation: 071028455
- Virtual International Authority File: 24722754